# ドール効果
ドール効果 (英: Dole effect) とは、酸素の軽同位体16Oに対する重同位体18Oの比が大気と海水で異なることをいう。大気に含まれる18Oの割合が海水よりも高いことは1935年にドールと森田によって独立に発見された。ドール効果は大気と海水のδ18Oの差として定量化される。その値は1975年に23.5‰と求められ、2005年に23.88‰に修正された。 

## 概要
ドール効果の最も重要な要因は、海洋と陸域では生態系による生物生産量が異なることである。動物や植物の呼吸は酸素同位体の分別を引き起こす。同位体反応の熱力学によると、呼吸によって酸素が大気から摂取されるときには軽い（すなわち反応性の高い）16Oの方が18Oよりも優先される。そのため呼吸によって周囲の18Oは相対的に増加する。植物の光合成にはそれを埋め合わせる効果がある。光合成で放出される酸素の同位体組成（18Oと16Oの存在比）は反応に使われる水（H2O）と等しく、大気中の組成とは無関係である。したがって、大気中の18Oレベルが高ければ光合成はそれを減少させる。しかし、光合成による分別は植物が吸った水の組成だけで決まるわけではなく、軽同位体16Oを含む水が優先的に蒸発する効果など、小さくとも無視できない過程が存在して問題を複雑にしている。  
氷床コアの研究によれば、ドール効果の値は一つ前の間氷期から最終氷期を経て現在に至る130,000年間にわたって非常に安定していた（標準偏差0.2‰）。これは陸域と海洋の生物生産量がその期間中同じパターンで変化していたことを示唆する。 
ドール効果に見られる千年スケールの変動は、北大西洋地域で起こる突然の気候変動イベントと過去6万年にわたって関連していたことが分かっている。ドール効果はモンスーン降水量の指標である洞窟二次生成物δ18Oと高い相関があり、低緯度陸域における生物生産量の変動に影響されていることを窺わせる。ドール効果の軌道スケール変動は2〜10万年の周期で特徴づけられ、地球軌道の離心率と歳差に強く応答しているが、赤道傾斜角には応答していない。  